# Divers droite
El término genérico divers droite («derecha diversa», abreviado como DVD) representa, en Francia, una tendencia política bajo cuyo nombre se integran los candidatos próximos a la derecha pero que no están afiliados a algún partido.
La figura política del candidato independiente —en francés, sans étiquette— no aparece en las listas del Ministerio del Interior de Francia desde 2001 hasta 2008, por lo que muchos candidatos y listas sans étiquette pasaron a clasificarse como DVD (divers droite) o DVG (divers gauche), según su tendencia política.